# François Lombard (grimpeur)
Pour les articles homonymes, voir François Lombard et Lombard.
Pas d'image ? Cliquez ici
François Lombard (né le 15 juillet 1971 à Briançon) est un grimpeur français. Il a remporté la Coupe du monde d'escalade 1994 et a terminé 2e de la coupe du monde 1991, à chaque fois dans la catégorie « difficulté hommes ». Il a obtenu la médaille de bronze aux Championnats d'Europe d'escalade 1996. Il a également remporté le Rock Master Festival en 1995 et 1996.